# Nowotroickoje (Tatarstan)
Nowotroickoje (ros. Новотроицкое) – wieś (sieło) w Rosji, w Tatarstanie, w rejonie tukajewskim. W 2010 liczyła 1006 mieszkańców.